# Callerebia jordana
Callerebia jordana är en fjärilsart som beskrevs av Otto Staudinger 1882. Callerebia jordana ingår i släktet Callerebia och familjen praktfjärilar. Inga underarter finns listade i Catalogue of Life.